# چایکینو (سرزمین آلتای)
چایکینو (به لاتین: Chaykino) یک منطقهٔ مسکونی در روسیه است که در سرزمین آلتای واقع شده‌است.